# Parafia św. Klemensa w Wągłczewie
Parafia Świętego Klemensa w Wągłczewie – parafia rzymskokatolicka, znajdująca się w diecezji włocławskiej, w dekanacie sieradzkim II. 